# Белые розы (альбом)
«Белые розы» — второй студийный альбом советской поп-группы «Ласковый май», выпущенный в 1988 году. Первый вариант был записан в феврале 1988 года в Оренбурге Сергеем Кузнецовым и известен, как «Ласковый май-1», а в октябре 1988 года альбом был перезаписан в хорошем качестве (второй вариант, получивший название «Белые розы») на студии СПМ Рекорд в Москве. Исполнитель — Юрий Шатунов.

## История создания и записи
В 1987 году композитор и автор песен группы, Сергей Борисович Кузнецов, написал для Шатунова заглавную песню «Белые розы». До этого у Шатунова в репертуаре было ещё несколько песен, написанных Кузнецовым («Метель в чужом городе», «Ветер холодной зимы», «Тающий снег» и другие). Позже появились в свет ещё новые песни: «Седая ночь», «Ну, что же ты», «Лето», «Я откровенен только лишь с луной», «Пусть будет ночь».
В 1988 году, когда альбом был уже записан, Кузнецов отдал кассеты продавцу в киоск звукозаписи на ЖД вокзале на реализацию, откуда запись и разнеслась по легенде почти по всему СССР (затем после этого, в июне 1988 года, Сергей Кузнецов записывает второй альбом «Медленно уходит осень» с новым солистом Константином Пахомовым, так как Кузнецова уволили из интерната и запретили общаться с Шатуновым). Первый альбом услышал и Андрей Разин, по другой версии эту запись услышал Аркадий Кудряшов, Разин ездил в Оренбург, специально, чтобы найти автора и исполнителя песен.
Когда Кузнецов и Шатунов приехали в Москву, дебютный альбом был записан заново в лучшем качестве на студии «СПМ Рекорд», где работал Андрей Разин. По неподтверждённым рассказам Разина, для записи он использовал деньги на покупку комбайна, но Разин, живя в Москве, не мог одновременно работать в колхозе в Привольном. В 2013 году Бари Алибасов рассказал в одной из телепередач, что Разин занял у него 150 000 советских рублей на раскрутку группы «Ласковый май», но деньги ему не вернул. Также Разин рассказывал, что раздавал кассеты Ласкового мая в поездах, но такой необходимости у него не было, у него был опыт участия в телепередаче «Утренняя почта» в 1985 году, поэтому он и с «Ласковым маем» сделал ставку на телевидение.
На советском Центральном телевидении клип на песню «Белые розы» впервые был показан в январе 1989 года в выпуске передачи «Утренняя почта». Сам клип был снят в конце 1988 года. Песня произвела огромный эффект: группа «Ласковый май» мгновенно стала всенародной сенсацией, её песни начали звучать повсюду.

## Список композиций
| №                   | Название                           | Длительность |
| ------------------- | ---------------------------------- | ------------ |
| 1.                  | «Белые розы»                       | 5:21         |
| 2.                  | «Я откровенен только лишь с луной» | 3:33         |
| 3.                  | «Лето»                             | 3:29         |
| 4.                  | «Пусть будет ночь»                 | 5:21         |
| 5.                  | «Ну, что же ты»                    | 4:51         |
| 6.                  | «Седая ночь»                       | 6:14         |
| Общая длительность: | Общая длительность:                | 28:49        |

## Факты
В 1988 году администратор группы «Мираж» Андрей Разин, услышав именно эту кассету, узнал о группе и, использовав фонограммы песен, стал устраивать концерты двойников-групп. Позже Разин поехал в Оренбург и забрал группу в Москву.